# Collegio uninominale Sicilia - 05 (2020)
Il collegio elettorale uninominale Sicilia - 05 è un collegio elettorale uninominale della Repubblica Italiana per l'elezione del Senato della Repubblica.

## Territorio
Come previsto dalla legge n. 51 del 27 maggio 2019, il collegio è stato definito tramite decreto legislativo all'interno della circoscrizione Sicilia.
È formato dal territorio dell'intera provincia di Ragusa (12 comuni), dell'intera provincia di Siracusa (21 comuni) e da 15 comuni della città metropolitana di Catania: Caltagirone, Castel di Iudica, Grammichele, Licodia Eubea, Mazzarrone, Militello in Val di Catania, Mineo, Mirabella Imbaccari, Palagonia, Raddusa, Ramacca, San Cono, San Michele di Ganzaria, Scordia e Vizzini.
Il collegio è parte del collegio plurinominale Sicilia - 02.

## Eletti
| Elezione | Elezione | Senatore      | Partito           |
| -------- | -------- | ------------- | ----------------- |
|          | 2022     | Salvo Sallemi | Fratelli d'Italia |

## Dati elettorali

### XIX legislatura
Come previsto dalla legge elettorale, 74 senatori sono eletti con sistema a maggioranza relativa in altrettanti collegi uninominali a turno unico.
| Candidati                                 | Candidati               | Voti    | %     | Liste                                 | Voti    | %     |
| ----------------------------------------- | ----------------------- | ------- | ----- | ------------------------------------- | ------- | ----- |
|                                           | Salvo Sallemi ✔️ Eletto | 117 153 | 36,31 | Fratelli d'Italia                     | 65 150  | 20,19 |
| Forza Italia                              | Salvo Sallemi ✔️ Eletto | 117 153 | 36,31 | 30 308                                | 9,39    |       |
| Lega                                      | Salvo Sallemi ✔️ Eletto | 117 153 | 36,31 | 17 382                                | 5,39    |       |
| Noi moderati/Lupi - Toti - Brugnaro - UDC | Salvo Sallemi ✔️ Eletto | 117 153 | 36,31 | 2 769                                 | 0,86    |       |
|                                           | Giuseppe Pisani         | 94 050  | 29,15 | Movimento 5 Stelle                    | 94 050  | 29,15 |
|                                           | Paolo Amenta            | 58 030  | 17,99 | Partito Democratico-IDP               | 43 628  | 13,52 |
| Alleanza Verdi e Sinistra                 | Paolo Amenta            | 58 030  | 17,99 | 6 199                                 | 1,92    |       |
| +Europa                                   | Paolo Amenta            | 58 030  | 17,99 | 4 466                                 | 1,38    |       |
| Impegno Civico - Centro Democratico       | Paolo Amenta            | 58 030  | 17,99 | 2 060                                 | 0,64    |       |
|                                           | Antonio Guastella       | 16 457  | 5,10  | Sud chiama Nord                       | 16 457  | 5,10  |
|                                           | Marianna Buscema        | 14 443  | 4,48  | Azione - Italia Viva - Calenda        | 14 443  | 4,48  |
|                                           | Emanuele Cavallo        | 5 498   | 1,70  | Italexit                              | 5 498   | 1,70  |
|                                           | Giovanni Zero           | 2 830   | 0,88  | Italia Sovrana e Popolare             | 2 830   | 0,88  |
|                                           | Giorgio Piccione        | 2 399   | 0,74  | Unione Popolare                       | 2 399   | 0,74  |
|                                           | Angelo Scaglione        | 990     | 0,31  | Vita                                  | 990     | 0,31  |
|                                           | Giulio Morello          | 755     | 0,23  | Alternativa per l'Italia (PdF - Exit) | 755     | 0,23  |
| Totale                                    | Totale                  | 322 605 | 100   |                                       | 322 605 | 100   |
| Elettori                                  | Elettori                | 663 858 |       |                                       |         |       |